# 勒泰伊诺朗
勒泰伊诺朗（法語：Le Theil-Nolent，法語發音：[lə tɛj nɔlɑ̃]）是法国厄尔省的一个市镇，属于贝尔奈区。该市镇总面积4.11平方公里，2009年时的人口为221人。

## 人口
勒泰伊诺朗人口变化图示